# Osiedle Leśne (Kostrzyn nad Odrą)
Osiedle Leśne – północno-wschodnia część Kostrzyna nad Odrą w powiecie gorzowskim w województwie lubuskim. Rozpościera się wewnątrz ulic Sportowej, Prostej i Turyńskiej, w widłach głównych torowisk